# Rita Kirst
Rita Kirst (geb. Schmidt; * 21. Oktober 1950 in Großgrimma) ist eine ehemalige Leichtathletin aus der Deutschen Demokratischen Republik (DDR). 1968 und 1972 wurde sie jeweils Olympiafünfte.

## Karriere

### Internationale Meisterschaften
Ihr erster Start bei internationalen Meisterschaften war 1968 bei den Europäischen Hallenspielen in Madrid. Rita Schmidt gewann den Titel mit 1,84 m und acht Zentimetern Vorsprung auf die nächsten vier Springerinnen. Im Herbst 1968 nahm sie an den Olympischen Spielen in Mexiko-Stadt teil. Für eine Medaille musste man über 1,80 m springen, Rita Schmidt wurde Fünfte mit 1,78 m. 1969 gewann sie mit 1,82 m bei den Europäischen Hallenspielen in Belgrad; bei gleicher Höhe zu der Bulgarin Jordanka Blagoewa gewann Schmidt, weil sie die Siegeshöhe im zweiten Versuch übersprungen hatte, die Bulgarin erst im dritten Versuch. Bei den Europameisterschaften 1969 in Athen übersprangen vier Athletinnen die Höhe von 1,83 m: Milena Rezková und Mária Mračnová aus der Tschechoslowakei, Antonina Lasarewa aus der Sowjetunion und Rita Schmidt. Rezková und Lasarewa hatten 1,83 m im zweiten Versuch gemeistert, im Stechen gewann Rezková Gold. Mračnová und Schmidt hatten 1,83 m im dritten Versuch gemeistert, die Tschechoslowakin erhielt Bronze, weil Schmidt bereits bei 1,77 m einen Fehlversuch hatte.
1970 wurden die Europäischen Hallenspiele durch die offiziellen Halleneuropameisterschaften abgelöst. Die ersten Halleneuropameisterschaften fanden am 14. und 15. März 1970 in Wien statt, der Hochsprungwettbewerb der Frauen wurde am zweiten Tag ausgetragen. Zur Freude der Zuschauer gewann die Österreicherin Ilona Gusenbauer mit 1,88 m den Titel, dahinter lagen drei Springerinnen, die jeweils 1,82 m überwunden hatten: Die Rumänin Cornelia Popescu erhielt Silber, Schmidt Bronze, und Blagoewa belegte den vierten Platz. Ein Jahr später bei den Halleneuropameisterschaften 1971 in Sofia belegte Schmidt mit 1,76 m den zehnten Platz, ihr von der Höhe schlechtestes Ergebnis bei internationalen Meisterschaften überhaupt. Bei den Europameisterschaften 1971 in Helsinki gewann Gusenbauer mit 1,87 m vor Popescu und der Britin Barbara Inkpen mit je 1,85 m, Rita Schmidt belegte mit 1,83 m den vierten Platz vor Miloslava Hübnerová, wie die Europameisterin von 1969 nach Heirat hieß. Bei den Halleneuropameisterschaften 1972 in Grenoble übersprang Rita Schmidt die Hallenweltrekordhöhe von 1,90 m und hatte sechs Zentimeter Vorsprung auf Rita Gildemeister und Blagoewa. Die Olympischen Spiele 1972 in München wurden in beiden Teilen Deutschlands auch als Wettbewerb der Systeme betrachtet, gemeint waren damit die politischen und ökonomischen Unterschiede. Im Hochsprung prallten aber auch zwei andere Systeme aufeinander: der Straddle, wie ihn die älteren Springerinnen gelernt hatten und der insbesondere in der DDR noch bis in die 1980er Jahre trainiert wurde, und der von Dick Fosbury erfundene und 1968 vorgeführte Rückwärtssprung Flop. Die drei DDR-Springerinnen sprangen alle im Straddle. Rita Schmidt als beste belegte mit 1,85 m den fünften Platz. Von den drei Springerinnen aus der Bundesrepublik sprangen die beiden Jüngeren den Flop, die Jüngste, Ulrike Meyfarth, gewann mit 1,92 m die Goldmedaille.

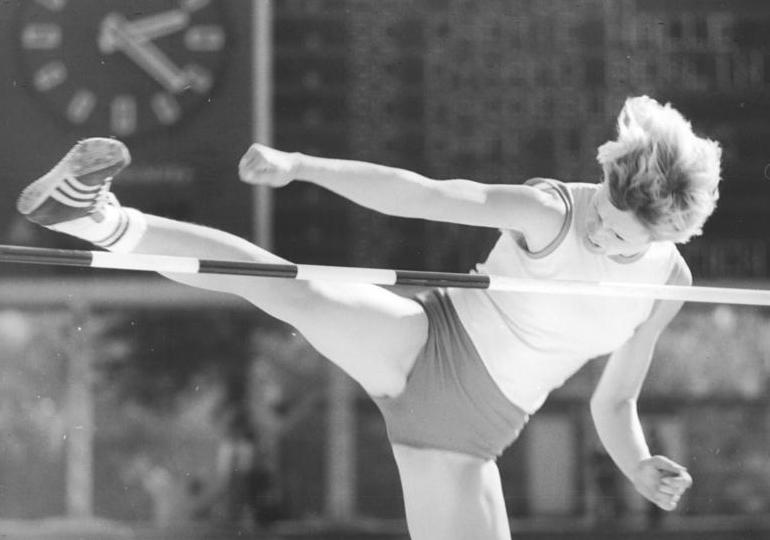
Rita Kirst im September 1974 in Erfurt

Im November 1972 heiratete Rita Schmidt und trat ab da als Rita Kirst auf. Bei den Halleneuropameisterschaften 1974 gewann Rosemarie Witschas mit 1,90 m vor Milada Karbanová aus der Tschechoslowakei und Rita Kirst die beide 1,88 m übersprungen hatten. Bei den Europameisterschaften 1974 in Rom gewann Rosemarie Witschas mit 1,95 m vor Milada Karbanová mit 1,91 m. Dritte wurde mit Landesrekord von 1,89 m die italienische Flopspringerin Sara Simeoni die bei gleicher Höhe zu Rita Kirst weniger Fehlversuche als Kirst hatte. Kirsts Versuche wurden vom Publikum mit Pfiffen und Hohngelächter begleitet, während bei Simeoni konzentrierte Stille herrschte, wie das westdeutsche Fachblatt Leichtathletik notierte.
1976 nahm Rita Kirst an ihren letzten internationalen Meisterschaften teil. Bei den Halleneuropameisterschaften in München belegte sie mit 1,83 m den achten Platz, bei den Olympischen Spielen 1976 reichten 1,78 m in der Qualifikation nicht für den Finaleinzug.

### Internationale Ergebnisse im Überblick
- 1968
  - Europäische Hallenspiele Gold mit 1,84 m
  - Olympische Spiele Fünfte mit 1,78 m
- 1969
  - Europäische Hallenspiele Gold mit 1,82 m
  - Europameisterschaften Vierte mit 1,83 m
- 1970
  - Halleneuropameisterschaften Bronze mit 1,82 m
- 1971
  - Halleneuropameisterschaften Zehnte mit 1,76 m
  - Europameisterschaften Vierte mit 1,83 m
- 1972
  - Halleneuropameisterschaften Gold mit 1,90 m
  - Olympische Spiele Fünfte mit 1,85 m
- 1974
  - Halleneuropameisterschaften Bronze mit 1,88 m
  - Europameisterschaften Vierte mit 1,89 m
- 1976
  - Halleneuropameisterschaften Achte mit 1,83 m

### Meisterschaften der DDR
Rita Schmidt gewann von 1967 bis 1972 sechs DDR-Meistertitel in Folge. 1975 gewann sie noch einen Titel als Rita Kirst, 1973, 1974 und 1976 wurde sie jeweils Zweite hinter Rosemarie Witschas, bzw. nach deren Heirat hinter Rosemarie Ackermann.
In der Halle gewann Rita Schmidt 1968, 1969, 1970 und 1972; 1971 belegte sie den zweiten Platz hinter Karin Schulze. 1974 gewann sie als Rita Kirst noch einen Meistertitel in der Halle, 1975 und 1976 war sie Zweite hinter Rosemarie Ackermann.

### Bestleistungen und Rekorde
Rita Kirsts Bestleistungen waren 1,92 m in der Halle und 1,90 m im Freien.
Im Juli 1967 stellte Rita Schmidt den DDR-Rekord von Karin Rüger mit 1,76 m ein. Am 11. Mai 1968 traten Rita Schmidt und Karins Schulze(-Rüger) in Leipzig gegeneinander an, übersprangen beide 1,78 m und Rita Schmidt gelang auch ein Sprung über 1,80 m. Am 1. Juni 1968 starteten beide in Sofia und stellten Rita Schmidts Rekord von 1,80 m ein; im weiteren Verlauf des Wettkampfs meisterten beide 1,83 m, Schmidt übersprang auch noch 1,85 m und 1,87 m. Karin Schulze hatte den bisherigen DDR-Rekord um drei Zentimeter übertroffen und lag am Ende des Wettkampfs mit ihrer Bestleistung vier Zentimeter hinter dem DDR-Rekord zurück.
Im Mai 1972 übersprang Rita Schmidt in Leipzig 1,90 m und ein Jahr später stellte sie diesen Rekord als Rita Kirst ein. 1974 verbesserte Rosemarie Witschas zuerst auf 1,91 m, im Verlauf der Saison steigerte sie sich auf den Weltrekord von 1,95 m.
Rita Schmidts Rekorde von 1,76 m 1967 bis 1,90 m waren gleichzeitig gesamtdeutsche Rekorde, Ulrike Meyfarth löste sie am 4. September 1972 mit dem Weltrekord von 1,92 m als gesamtdeutsche Rekordlerin ab, Meyfarth war die erste aus der Bundesrepublik stammende gesamtdeutsche Rekordlerin im Hochsprung seit Ingrid Beckers 1,71 m im Jahr 1961.
In Rita Schmidts Rekordserie 1968 in Sofia stellte jeder DDR-Rekord auch eine Verbesserung des Juniorenweltrekordes dar. In der Halle gelangen ihr drei Weltrekorde mit 1,88 m, 1,90 m und 1974 mit 1,92 m.

## Privates
Rita Schmidt heiratete im November 1972 den Zehnkämpfer Joachim Kirst, Europameister im Zehnkampf 1969 und 1971. Dessen Bruder, der Hochspringer Edgar Kirst, heiratete 1976 die Hochspringerin Jutta Krautwurst, die als Jutta Kirst 1980 die olympische Bronzemedaille gewann.
Rita Schmidt startete bis 1972 für den SC DHfK Leipzig, nach der Heirat startete Rita Kirst für den ASK Vorwärts Potsdam. Bei einer Körpergröße von 1,75 m betrug ihr Wettkampfgewicht 62 kg. In den nach der Wende öffentlich gewordenen Unterlagen zum Doping in der DDR fand sich bei den gedopten Sportlerinnen auch der Name von Kirst.